# Lijst van oeververbindingen over de (Gelderse) IJssel
De Gelderse IJssel takt bij Westervoort van de Rijn af en mondt voorbij Kampen als een delta uit in het Ketelmeer. De IJssel is als tak van de Rijn officieel een gemengde rivier, maar gedraagt zich als een regenrivier. 
De oeververbindingen bestaan uit:
- 6 fiets- en voetveren
- 4 veerponten
- 12 verkeersbruggen, waarvan 3 snelwegbruggen
- 4 spoorbruggen

Er zijn geen tunnels onder de IJssel.
Met een voetveer kan ook een fiets en soms zelfs een bromfiets of motorfiets mee. Op een veerpont kunnen hiernaast ook landbouwvoertuigen en auto's meevaren. De meeste voetveren varen alleen in de zomer.

## Lijst
Tussen de oorsprong en de uitmonding van de rivier zijn de volgende oeververbindingen te vinden:

(V= voet- en fietsveer, P= autopont, nummers in de eerste kolom corresponderen met de locatie op de bovenstaande kaart)
| Nr.: | Rkm:   | Naam:                        | Soort:                                                        | Traject:                                                                        | Afbeelding: | Coördinaten:          |
| ---- | ------ | ---------------------------- | ------------------------------------------------------------- | ------------------------------------------------------------------------------- | ----------- | --------------------- |
| 1    | 880,8  | Westervoortse brug           | twee spoorbruggen, verkeersbrug en fietsbrug (vakwerkbruggen) | Arnhem - Westervoort (Zevenaarseweg/Brugweg) Arnhem - Duitsland (Rhijnspoorweg) |             | 51° 58' NB, 5° 58' OL |
| 2    | 883,0  | IJsselbrug                   | verkeersbrug (liggerbrug)                                     | Arnhem - Oberhausen                                                             |             | 51° 58' NB 5° 59' OL  |
| V    | 887,8  | Wuta ("Wacht Uw Tijd Af")    | fiets- en voetveer (april - september)                        | Rheden - Rhederlaag                                                             |             | 52° 0' NB 6° 2' OL    |
| 3    | 902,9  | Alexander Ver Huellbrug      | verkeersbrug (boogbrug)                                       | Ellecom - Doetinchem (Ellecomse dijk)                                           |             | 52° 1' NB, 6° 8' OL   |
| P    | 905,8  | Veerdienst Dieren - Olburgen | veerpont                                                      | Dieren - Olburgen                                                               |             | 52° 2' NB 6° 6' OL    |
| P    | 917,2  | Bronkhorsterveer             | veerpont                                                      | Brummen - Bronkhorst                                                            |             | 52° 4' NB 6° 10' OL   |
| 4    | 925,2  | Cortenoeversebrug            | verkeersbrug (liggerbrug)                                     | Arnhem - Deventer (IJsselgouw)                                                  |             | 52° 7' NB 6° 11' OL   |
| 5    | 928,1  | Oude IJsselbrug              | verkeersbrug (boogbrug en hefbrug)                            | De Hoven - Zutphen (Kanonsdijk)                                                 |             | 52° 8' NB 6° 11' OL   |
| 5    | 928,1  | IJsselspoorbrug              | spoorbrug (vakwerkbrug en hefbrug)                            | Arnhem - Leeuwarden                                                             |             | 52° 8' NB 6° 11' OL   |
| V    | 938,9  | Dommerholt                   | fiets- en voetveer (april-oktober)                            | Wilp - Gorssel                                                                  |             | 52° 12' NB 6° 11' OL  |
| 6    | 942,1  | IJsselbrug                   | verkeersbrug (liggerbrug)                                     | Apeldoorn - Hengelo                                                             |             | 52° 13' NB 6° 9' OL   |
| 7    | 944,5  | Wilhelminabrug               | verkeersbrug (boogbrug)                                       | Apeldoorn - Deventer (Rijksstraatweg)                                           |             | 52° 15' NB, 6° 9' OL  |
| V    | 944,9  | Stokvis                      | voetveer (Tot 1948 lag hier een schipbrug)                    | Worpplantsoen (De Hoven) - Onder de Linden (Deventer)                           |             | 52° 15' NB, 6° 9' OL  |
| 8    | 945,5  | IJsselspoorbrug              | spoorbrug met fietspad en voetpad (vakwerkbrug)               | Apeldoorn - Deventer (Spoorlijn Apeldoorn - Deventer)                           |             | 52° 15' NB 6° 8' OL   |
| P    | 956,9  | Olsterveer                   | veerpont                                                      | Welsum - Olst                                                                   |             | 52° 20' NB 6° 6' OL   |
| V    | 962,0  | Kozakkenveer                 | fiets- en voetveer (april - september)                        | Fortmond - Veessen                                                              |             | 52° 22' NB 6° 6' OL   |
| P    | 965,8  | Wijhese Veer                 | veerpont                                                      | Vorchten - Wijhe                                                                |             | 52° 23' NB 6° 7' OL   |
| V    | 977,2  | Kleine Veer                  | fiets- en voetveer (april-oktober)                            | Hattem - Zwolle                                                                 |             | 52° 29' NB, 6° 5' OL  |
| 9    | 978,8  | Hanzeboog                    | spoorbrug met fietspad (vakwerkbrug)                          | Amersfoort - Zwolle (Centraalspoorweg) Lelystad - Zwolle (Hanzelijn)            |             | 52° 29' NB, 6° 4' OL  |
| 10   | 979,7  | IJsselbrug                   | verkeersbrug (boogbrug)                                       | Hattem - Zwolle (Zuiderzeestraatweg)                                            |             | 52° 30' NB, 6° 3' OL  |
| 11   | 980,0  | Nieuwe IJsselbrug            | verkeersbrug (liggerbrug)                                     | Utrecht - Groningen                                                             |             | 52° 30' NB, 6° 3' OL  |
| V    | 985,2  | Zalkerveer                   | fiets- en voetveer (april - oktober)                          | Zalk - 's-Heerenbroek                                                           |             | 52° 32' NB, 6° 1' OL  |
| 12   | 993,4  | Molenbrug                    | verkeersbrug (tuibrug)                                        | N50 - 's-Heerenbroek (Meester J.L.M. Niersallee)                                |             | 52° 33' NB, 5° 56' OL |
| 13   | 995,5  | Stadsbrug                    | verkeersbrug (hefbrug)                                        | Kampen - IJsselmuiden (Stadsbrug)                                               |             | 52° 35' NB, 5° 55' OL |
| 14   | 1000,5 | Eilandbrug                   | verkeersbrug (tuibrug en basculebrug)                         | Arnhem - Emmeloord                                                              |             | 52° 34' NB 5° 51' OL  |